# Jim Ochowicz
Jim Ochowicz, né le 23 décembre 1951 à Milwaukee, est un coureur cycliste et dirigeant d'équipes cyclistes américain. Il est manager général de l'équipe CCC (anciennement BMC Racing) de 2007 à 2020.
Il est intronisé au Temple de la renommée du cyclisme américain en 1997.

## Biographie
Jim Ochowicz a été coureur dans les années 1970 et a notamment participé aux Jeux olympiques de 1972 et 1976.
En 1981, il crée l'équipe amateur 7-Eleven, sponsorisée par la Southland Corporation, propriétaire de l'enseigne de commerce 7-Eleven qui donne son nom à l'équipe. Cette équipe devient professionnelle en 1985. Elle devient la première équipe américaine à disputer le Tour d'Italie (1985) et le Tour de France (1986). Andy Hampsten gagne le Tour de Suisse 1987 et, première pour un Américain, le Tour d'Italie 1988. En 1991, l'équipe change de sponsor et devient Motorola. Le futur septuple vainqueur du Tour de France Lance Armstrong y commence sa carrière professionnelle en 1992. En 1993, il devient champion du monde sur route à Oslo en Norvège. À la fin de l'année 1995, Jim Ochowicz quitte la direction de l'équipe. Celle-ci disparaît à la fin de la saison suivante.
Jim Ochowicz dirige également l'équipe des États-Unis aux championnats du monde sur route de 1982 à 2003 et aux Jeux olympiques de 2000, 2004 et 2008. De 2002 à 2008, il a été président du conseil d'administration d'USA Cycling. Il a également été membre de la commission route de l'Union cycliste internationale. De 2007 à 2020, il est copropriétaire de l'équipe BMC Racing, devenue CCC.
Jim Ochowicz est marié avec Sheila Young, patineuse de vitesse médaillée d'or aux Jeux olympiques de 1972. Ils ont trois enfants, dont Elli Ochowicz, également patineuse de vitesse.